# Сад на крыше

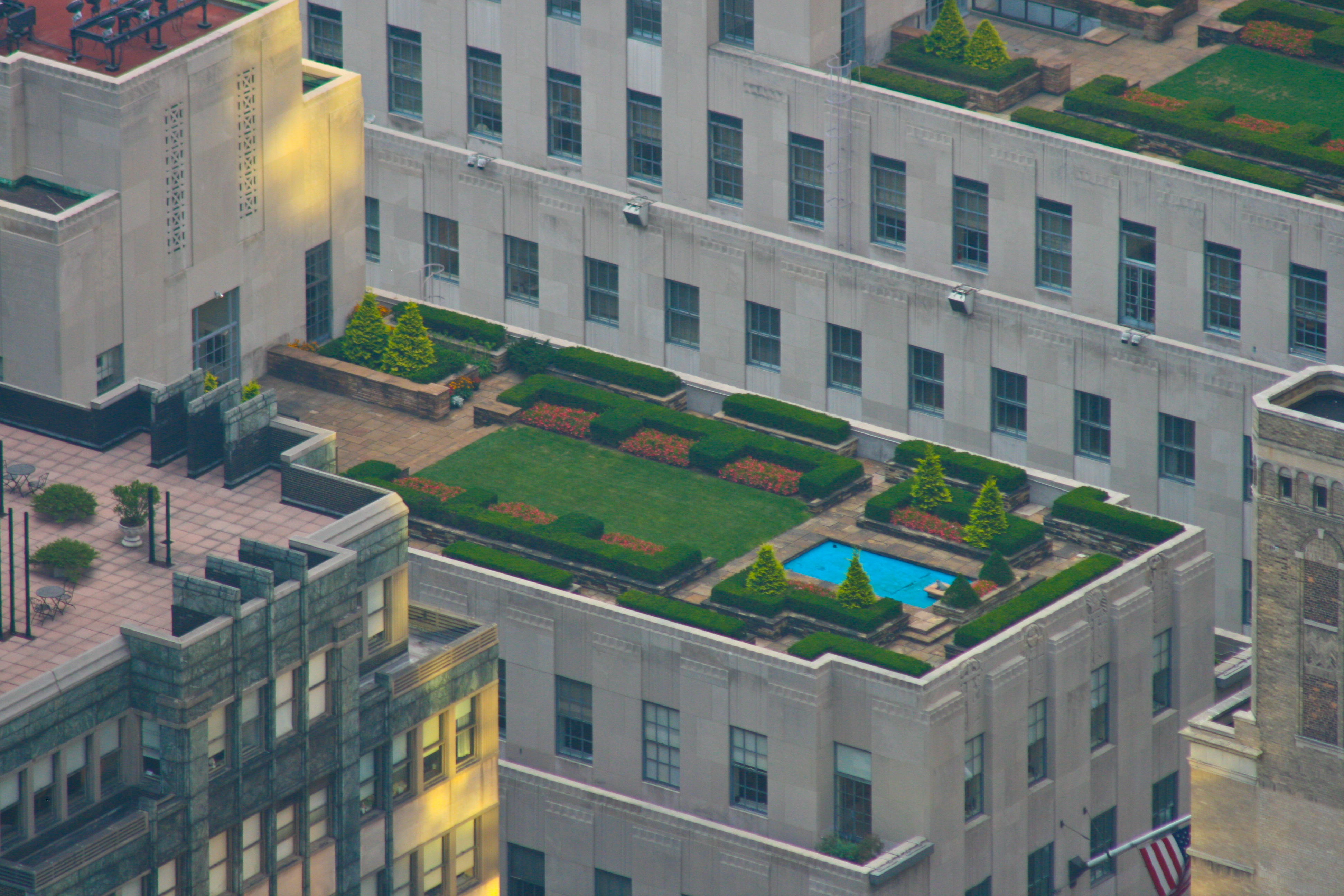
Сад на крыше Рокфеллер-центра на Манхэттене

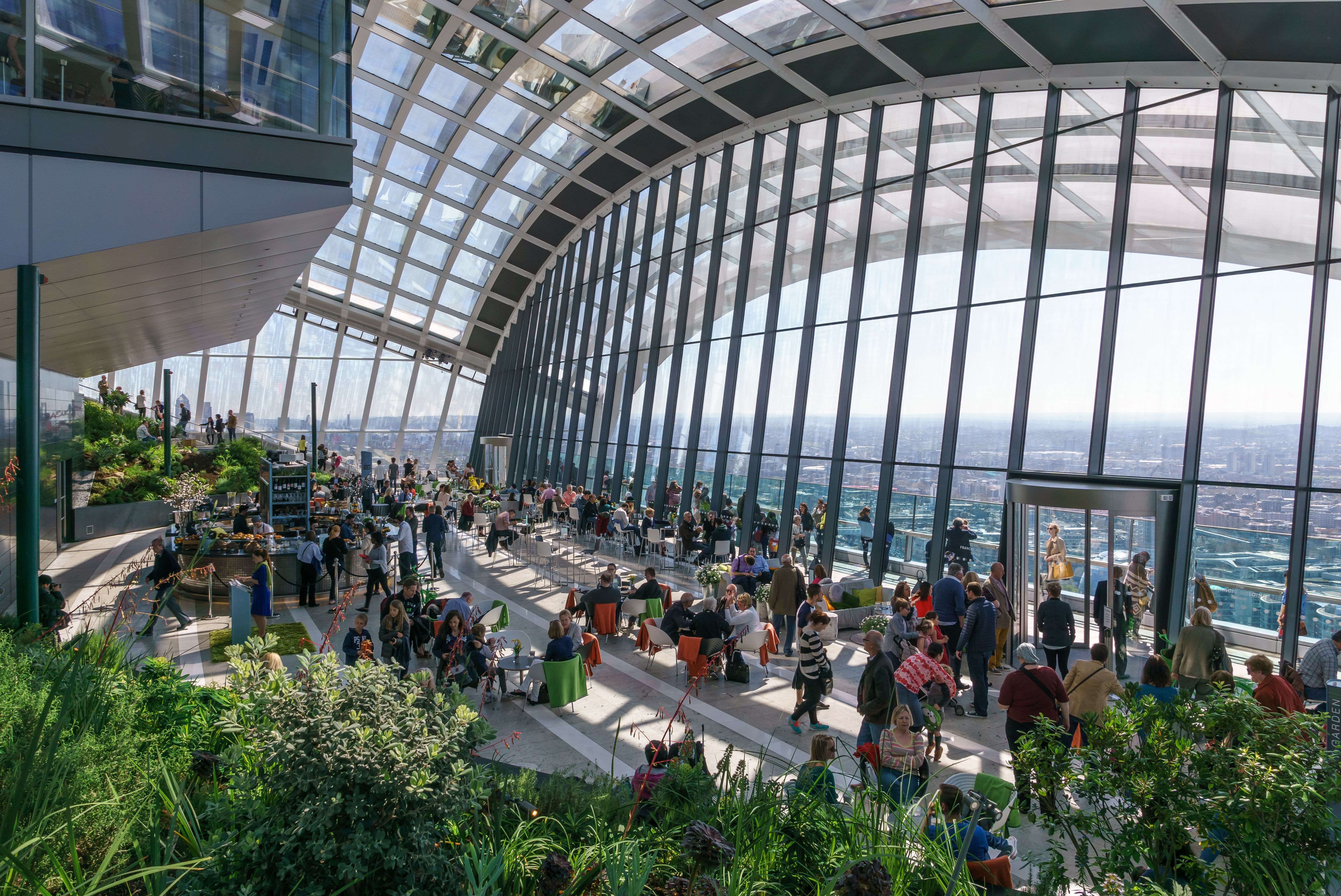
Небесный сад на Фенчерч-стрит, 20 в историческом финансовом районе лондонского Сити.

Сад на крыше — сад, разбитый на крыше здания. Помимо декоративного преимущества, насаждения на крышах могут обеспечивать производство продуктов питания, контроль температуры, гидрологические преимущества, архитектурные улучшения, среду обитания или коридоры для диких и/или городских животных, возможности для отдыха, а в больших масштабах они могут даже иметь экологические преимущества. Практику выращивания пищи на крышах зданий иногда называют фермой на крыше. Фермерство на крыше обычно осуществляется с использованием систем зеленой крыши, гидропоники, аэропоники или воздушно-динапоники или контейнерных садов.

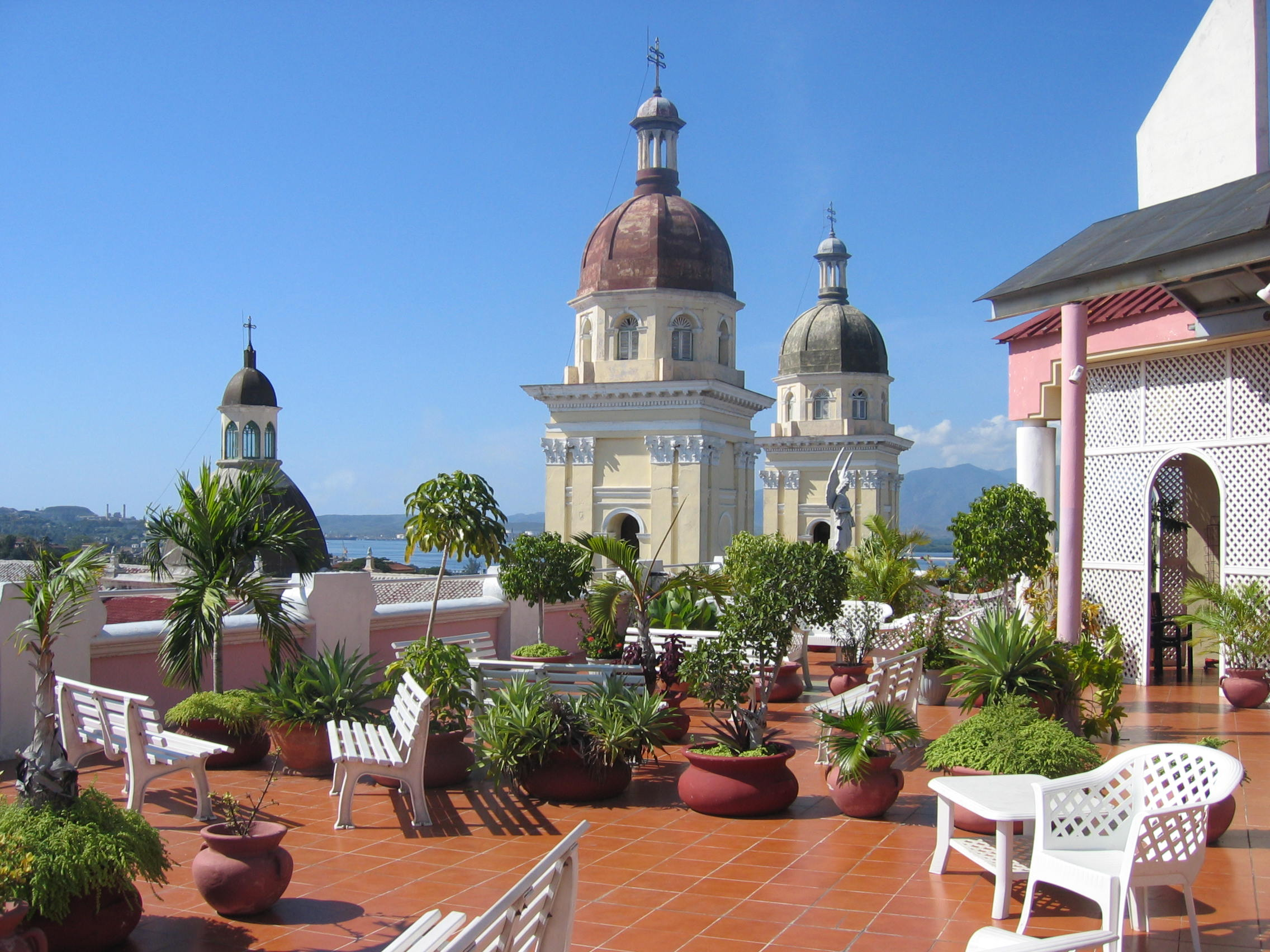
Терраса на крыше отеля Casa Grande в Сантьяго-де-Куба.

## История
Люди выращивали растения на постройках с древности, так зиккураты древней Месопотамии (4-е тыс. до н. э. — 600 г. до н. э.) были покрыты насаждениями деревьев и кустарников на надземных террасах. Примером в римские времена была Вилла Мистерий в Помпеях, у которой была приподнятая терраса, где выращивались растения. Сад на крыше также был обнаружен вокруг зала для аудиенций в римско-византийской Кесарии. В средневековом египетском городе Фустат было несколько высотных зданий, которые Насир Хусрав в начале 11 века описал как возвышающиеся до 14 этажей, с садами на крыше на верхнем этаже с водяными колесами, запряженными волами, для их орошения.
Среди семи чудес древнего мира Висячие сады Вавилона часто изображаются как высокие сооружения с растительностью, в том числе с огромными деревьями.
В Нью-Йорке между 1880 и запретом Сухого закона были построены большие сады на крыше, включая крышу отеля Astor, Американского театра на Восьмой авеню, сад на вершине Мэдисон-сквер-гарден Стэнфорда Уайта 1890 года и Райский сад на крыше, открытый Оскаром Хаммерштейном I в 1900.
Коммерческие теплицы на крышах существуют как минимум с 1969 года, когда на крыше 60-й улицы открылся питомник Terrestris в Нью-Йорке.
В 2010-х появились крупные коммерческие гидропонные фермы на крышах, которые открыли Gotham Greens, Lufa Farms и другие компании.

## Воздействие на окружающую среду

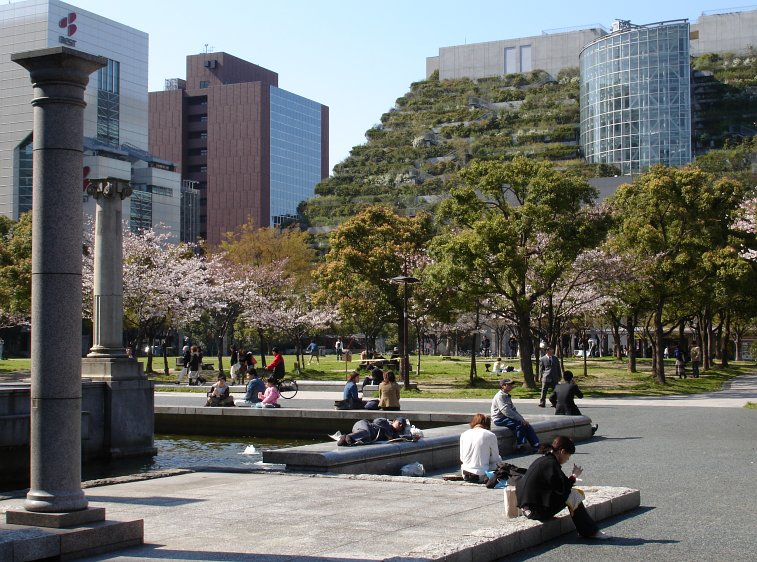
Вид на ACROS Fukuoka, спроектированный архитектором Эмилио Амбасом.

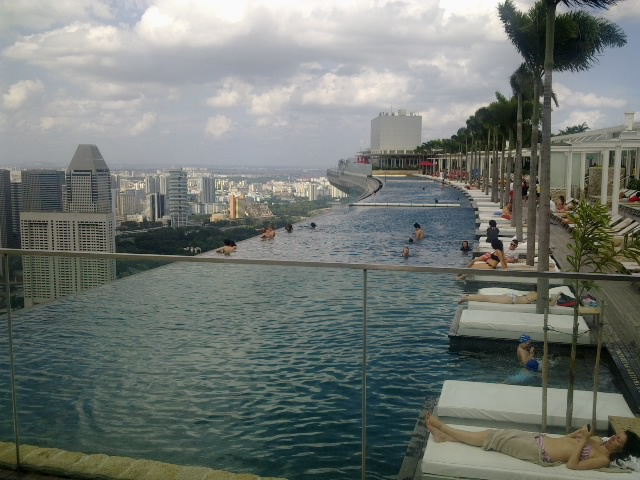
Пейзажный бассейн в Sands Sky Park, отель Marina Bay Sands, Сингапур

Сады на крышах чаще всего встречаются в городских условиях. У растений есть возможность уменьшить общее поглощение тепла зданием, что снижает потребление энергии для охлаждения. «Основной причиной накопления тепла в городах является инсоляция, поглощение солнечной радиации дорогами и зданиями в городе и накопление этого тепла в строительном материале и его последующее переизлучение. Однако температура поверхности растений в результате транспирации не поднимается более чем на 4—5 °C выше температуры окружающей среды, а иногда ниже». Затем это приводит к охлаждению окружающей среды на 3,6—11,3 °C, в зависимости от условий (в более жарких областях температура окружающей среды будет ниже). Исследование было проведено Кардиффским университетом.

Исследование, проведенное Национальным исследовательским советом Канады, показало разницу температуры между крышами с садами и крышами без садов. Исследование показывает влияние температуры на разные слои каждой крыши в разное время суток. Сады на крыше, очевидно, очень полезны для снижения воздействия температуры на крыши зданий. «В случае широкого распространения сады на крышах могут уменьшить городской остров тепла, что уменьшит случаи смога, проблемы, связанные с тепловым стрессом, и еще больше снизит потребление энергии».

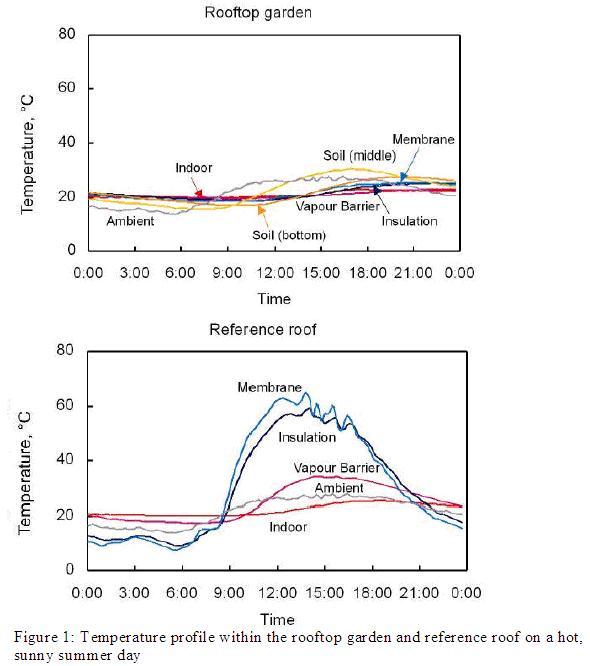
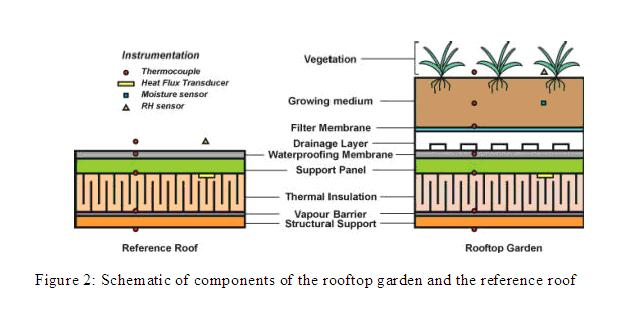

Помимо устойчивости к тепловому излучению, сады на крышах также полезны для уменьшения объёма дождевых стоков. Сад на крыше может задержать, снизить скорость и объем поверхностных стоков. «По мере роста городов проницаемые субстраты заменяются непроницаемыми конструкциями, такими как здания и дороги с твердым покрытием. Ливневые стоки и комбинированные переливы сточных вод в настоящее время являются серьезной проблемой для многих городов Северной Америки. Ключевым решением является снижение пикового стока за счёт задержки (например, регулирование стока на крышах) или удерживания стока (например, дождеприемники). Сады на крыше могут отсрочить пик потока и сохранить сток для последующего использования растениями».

## Городское огородничество

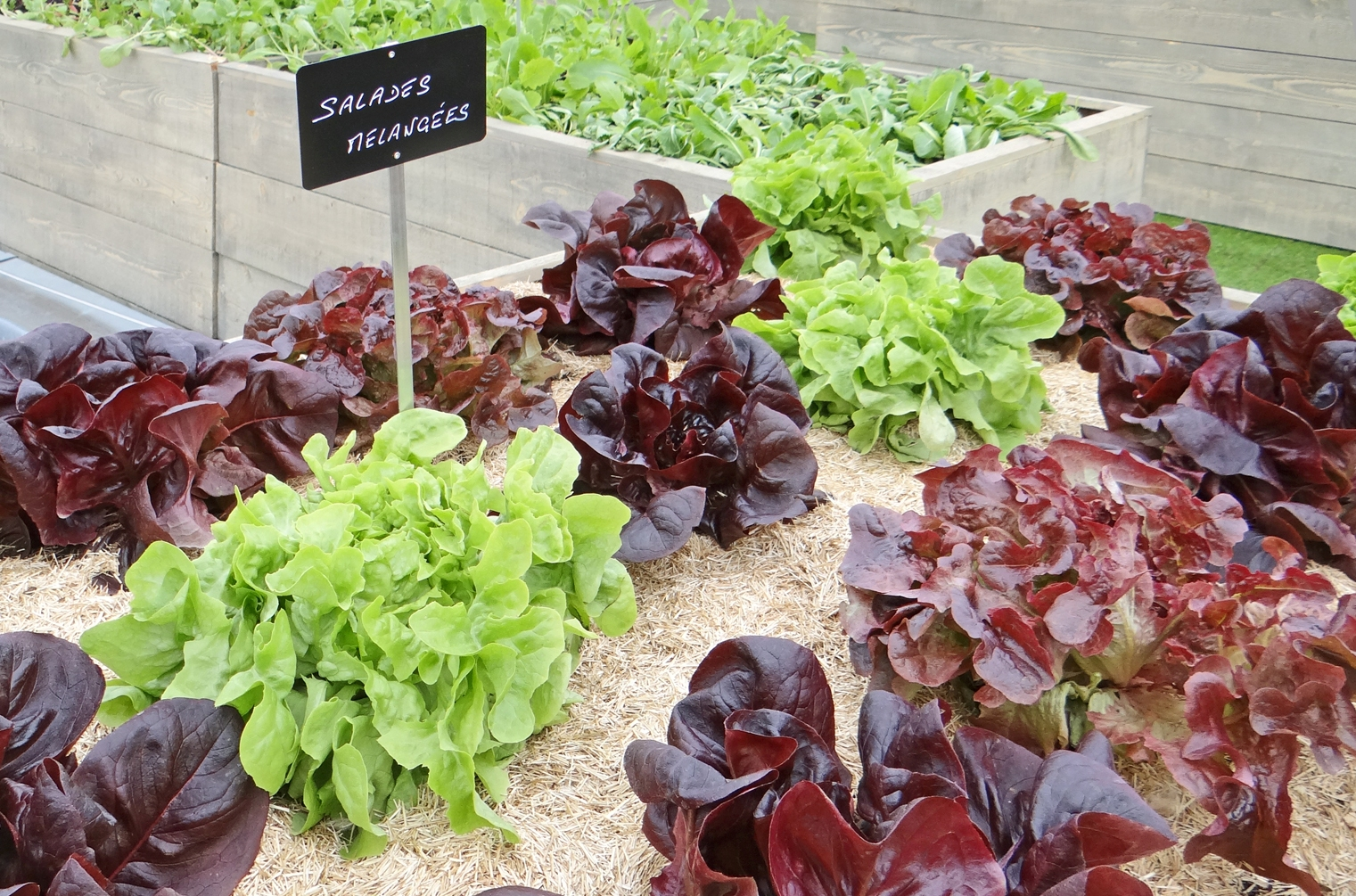
Дворец Токио, Париж

Ферма на крыше в Нью-Йорке

«В доступном саду на крыше появляется место для локального мелкого городского сельского хозяйства, источника местного производства продуктов питания. Городской сад может дополнить рацион питания сообщества свежими продуктами и обеспечить ощутимую связь с производством продуктов питания». В Трентском университете в настоящее время есть действующий сад на крыше, который обеспечивает питанием студенческое кафе и местных жителей.
Доступных садовых площадей в городах часто серьезно не хватает, что, вероятно, является ключевым стимулом для многих садов на крышах. Сад может быть на крыше автономного здания, которое самостоятельно заботится о воде и отходах. Гидропоника и другие альтернативные методы могут расширить возможности садоводства на крышах, уменьшив, например, потребность в почве или ее огромный вес. Насаждения в контейнерах широко используются в садах на крышах. Посадка в контейнерах предотвращает дополнительную нагрузку на гидроизоляцию крыши. Одним из ярких примеров здания с садом на крыше является мэрия Чикаго.
Для тех, кто живет в небольших квартирах с небольшим пространством, решением может стать озеленение в квадратных футах или (когда места еще меньше) зелёные стены (вертикальное озеленение). Они занимают гораздо меньше места, чем традиционное садоводство. Они также поощряют экологически ответственные методы, отказ от обработки почвы, сокращение или устранение пестицидов и прополку, а также поощрение переработки отходов путем компостирования. 

## Важность для городского планирования

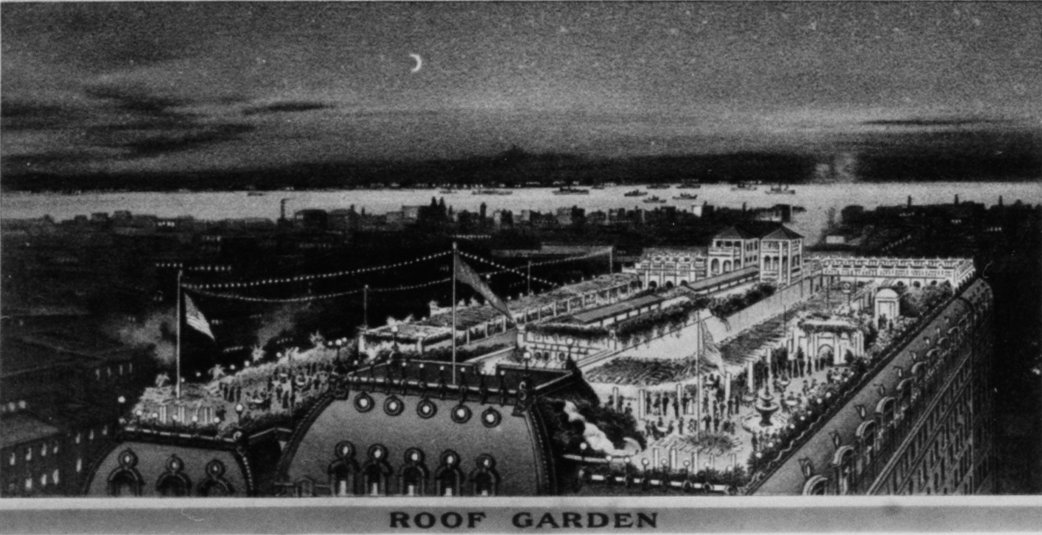
Сад на крыше отеля Astor, ок. 1904 г.

Озеленение является приоритетной задачей для городских планировщиков. Основной мотивацией являются экологические и эстетические преимущества для городов. Было подсчитано, что температуру в Токио можно понизить на 0,11—0,84 °С, если 50 % всего доступного пространства на крыше было засажено зеленью. Это позволит сэкономить около 100 миллионов иен.
Сингапур активно занимается зеленым городским развитием. «Сады на крыше открывают возможности для дальнейшего развития представлений о природе и открытом пространстве в развитии высотных зданий». В ходе опроса 80 % жителей Сингапура проголосовали за то, чтобы в планы города было добавлено больше садов на крышах. Рекреационные причины, такие как досуг и релаксация, благоустройство окружающей среды, зелень и природа, получили наибольшее количество голосов. Посадка садов на крышах зданий — это способ сделать города более эффективными.
Сад на крыше можно отличить от зелёной крыши, хотя эти два термина часто используются взаимозаменяемо. Термин «сад на крыше» хорошо подходит для пространств на крыше, которые включают в себя отдых и развлечения, а также обеспечивают дополнительное жилое пространство на открытом воздухе для жителей здания. Это могут быть кашпо, растения, столовая и мебель для отдыха, наружные конструкции, такие как перголы и навесы, а также автоматизированные системы орошения и освещения.
Хотя они могут обеспечить эстетические и рекреационные преимущества, зеленая крыша не обязательно предназначена для этой цели. Зеленая крыша может не обеспечивать места для отдыха и быть построена с упором на улучшение изоляции или повышение общей энергоэффективности и снижение затрат на охлаждение и отопление в здании.
Зеленые крыши могут быть экстенсивными или интенсивными. Эти термины используются для описания типа требуемой посадки. Панели, из которых состоит зеленая крыша, обычно имеют толщину не более нескольких сантиметров до 30 см (от нескольких дюймов до фута), поскольку вес является важным фактором при покрытии всей поверхности крыши. Растения, которые входят в зеленую крышу, обычно представляют собой очиток или другие растения с неглубокими корнями, которые выдерживают жаркие, сухие и ветреные условия, преобладающие в большинстве садов на крышах. С зеленой крышей «слой растений может защищать до 87 % солнечного излучения, в то время как голая крыша подвергается прямому воздействию на 100 %».
Плантаторы в саду на крыше могут быть предназначены для различных функций и сильно различаться по глубине, чтобы удовлетворить эстетические и рекреационные цели. Эти плантаторы могут содержать целый ряд декоративных растений: деревья, кустарники, виноградные лозы или ассортимент цветов. Поскольку эстетика и отдых являются приоритетом, они могут не обеспечивать экологические и энергетические преимущества зеленой крыши.

## В популярной культуре
- Американский джазовый певец Эл Джарро сочинил песню «Roof Garden» для своего альбома 1981 года.
- У Апу Нахасапимапетилона из телешоу «Симпсоны» есть сад на крыше, который посещают Пол Маккартни и его жена.
- В телесериале BBC 1990 года "Карточный домик " главный герой, член парламента (депутат) Фрэнсис Уркхарт, убивает журналистку Мэтти Сторин, сбросив ее с сада на крыше Вестминстерского дворца .

## Галерея

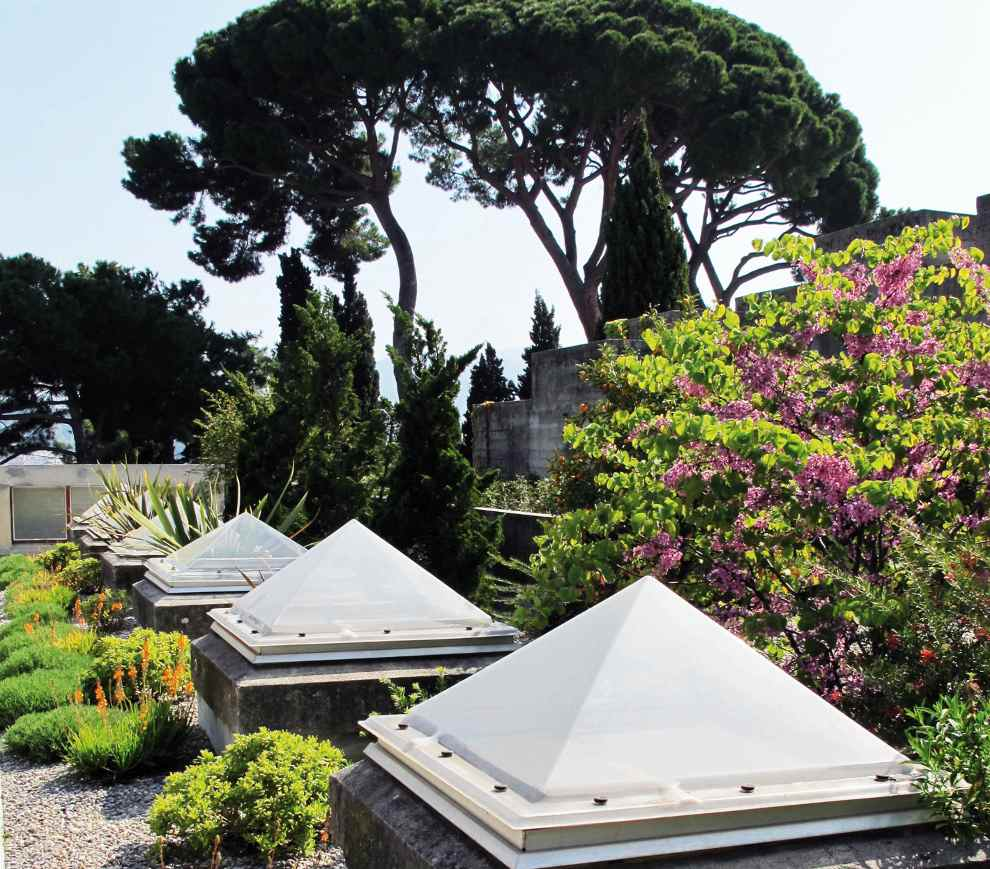
Вилла Поджог
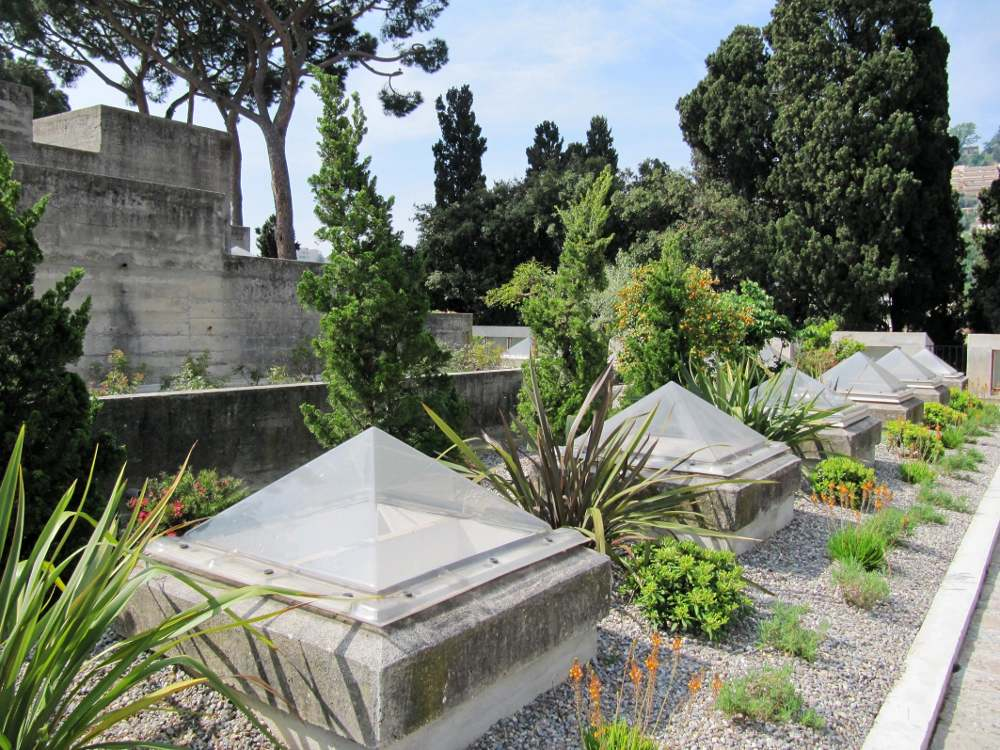
Вилла Поджог
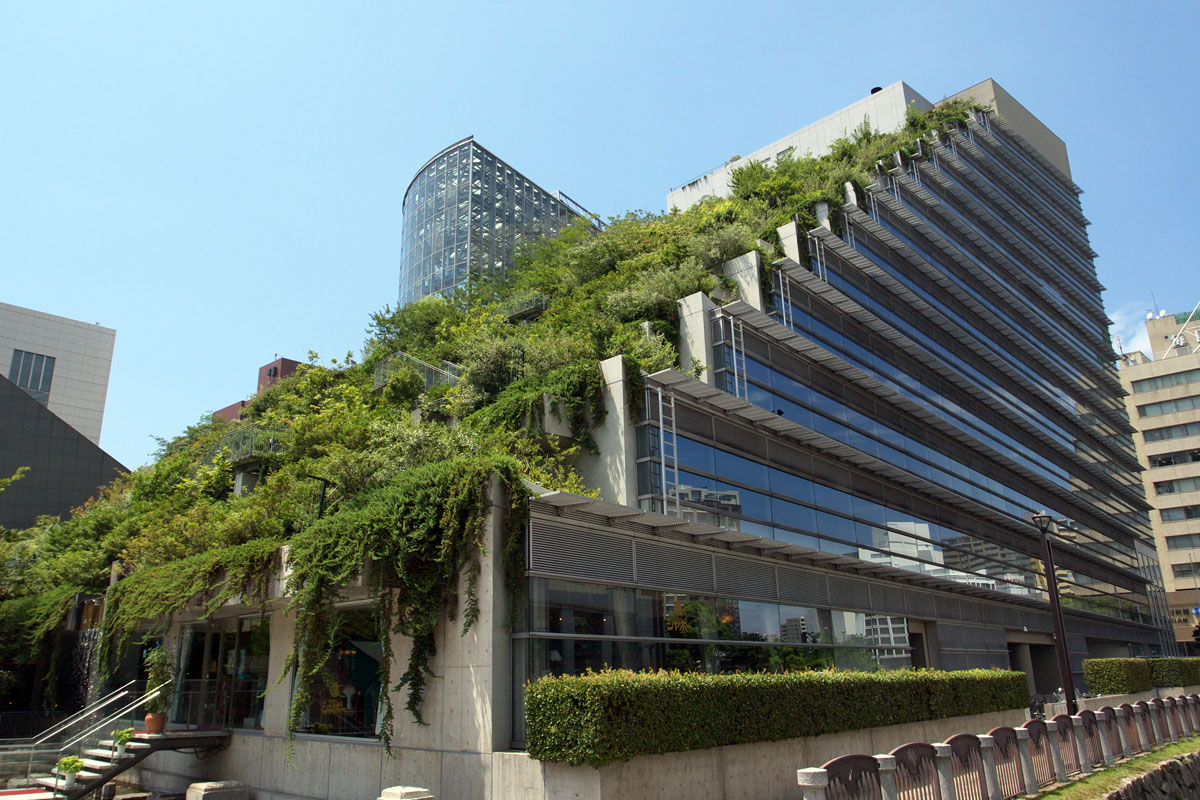
АКРОС Фукуока
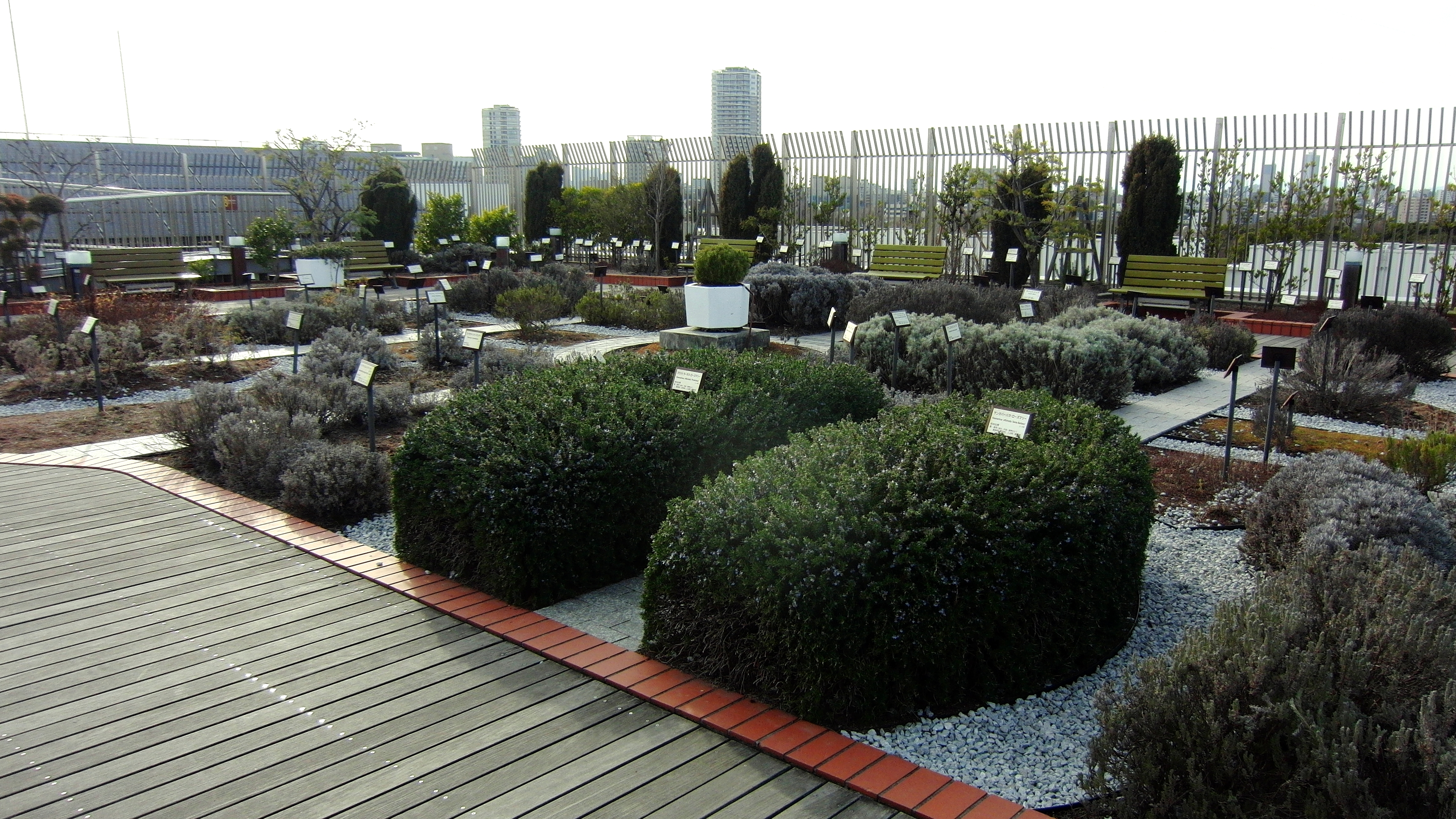
Травяной сад Национального музея природы и науки Токио
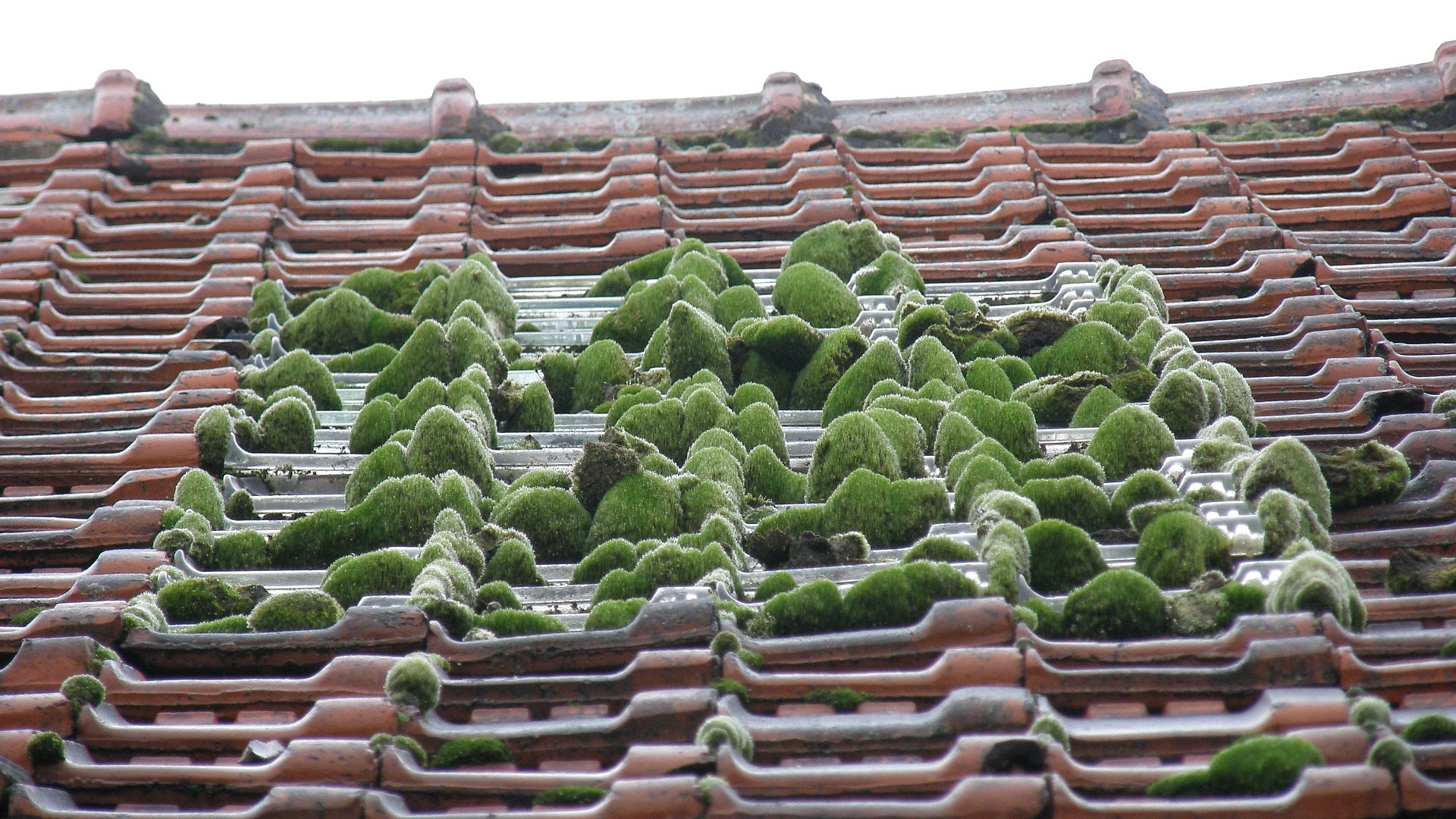
Небольшой дзен- сад на крыше
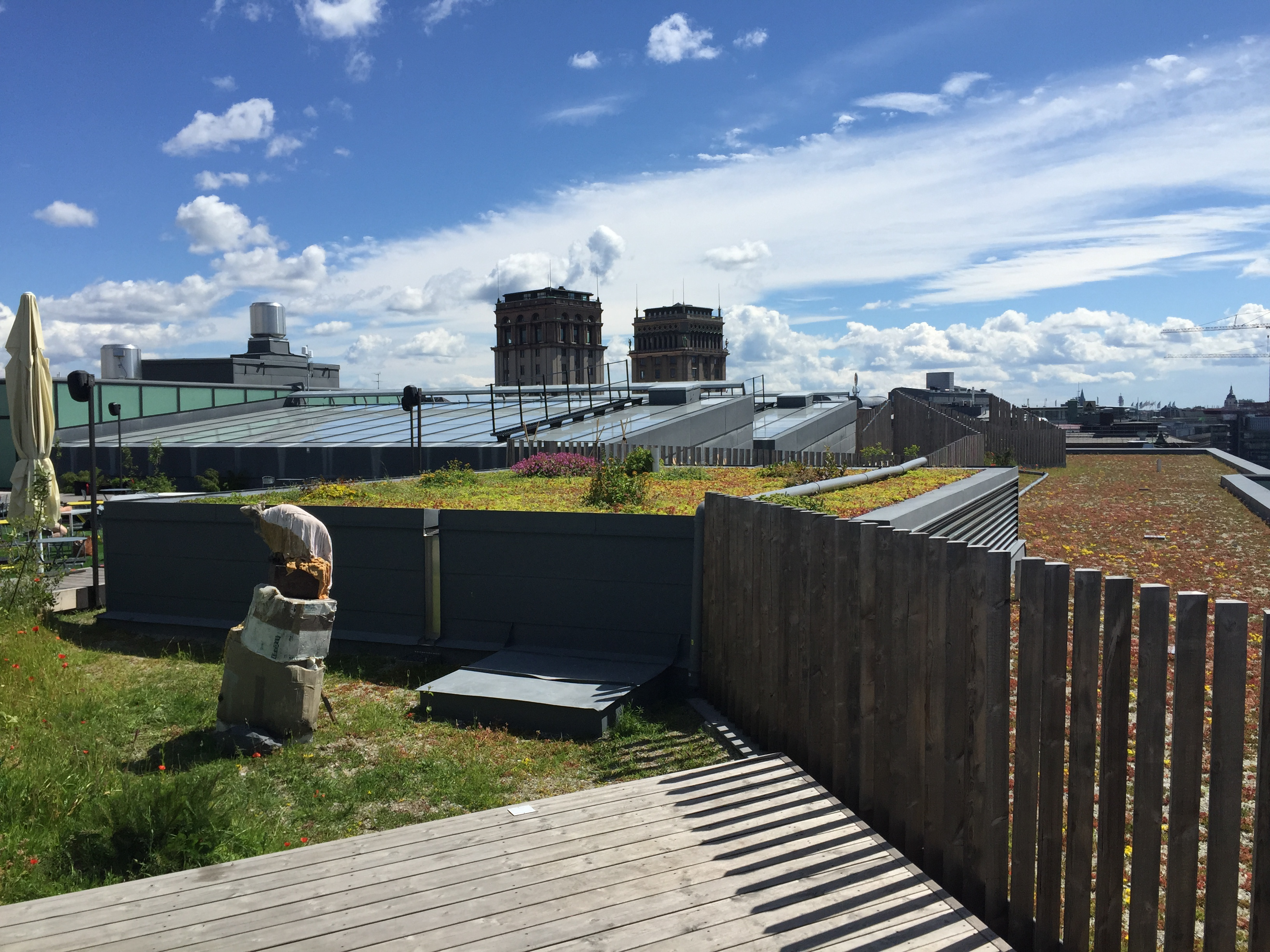
Крыша из очитка в Urban Deli, Стокгольм
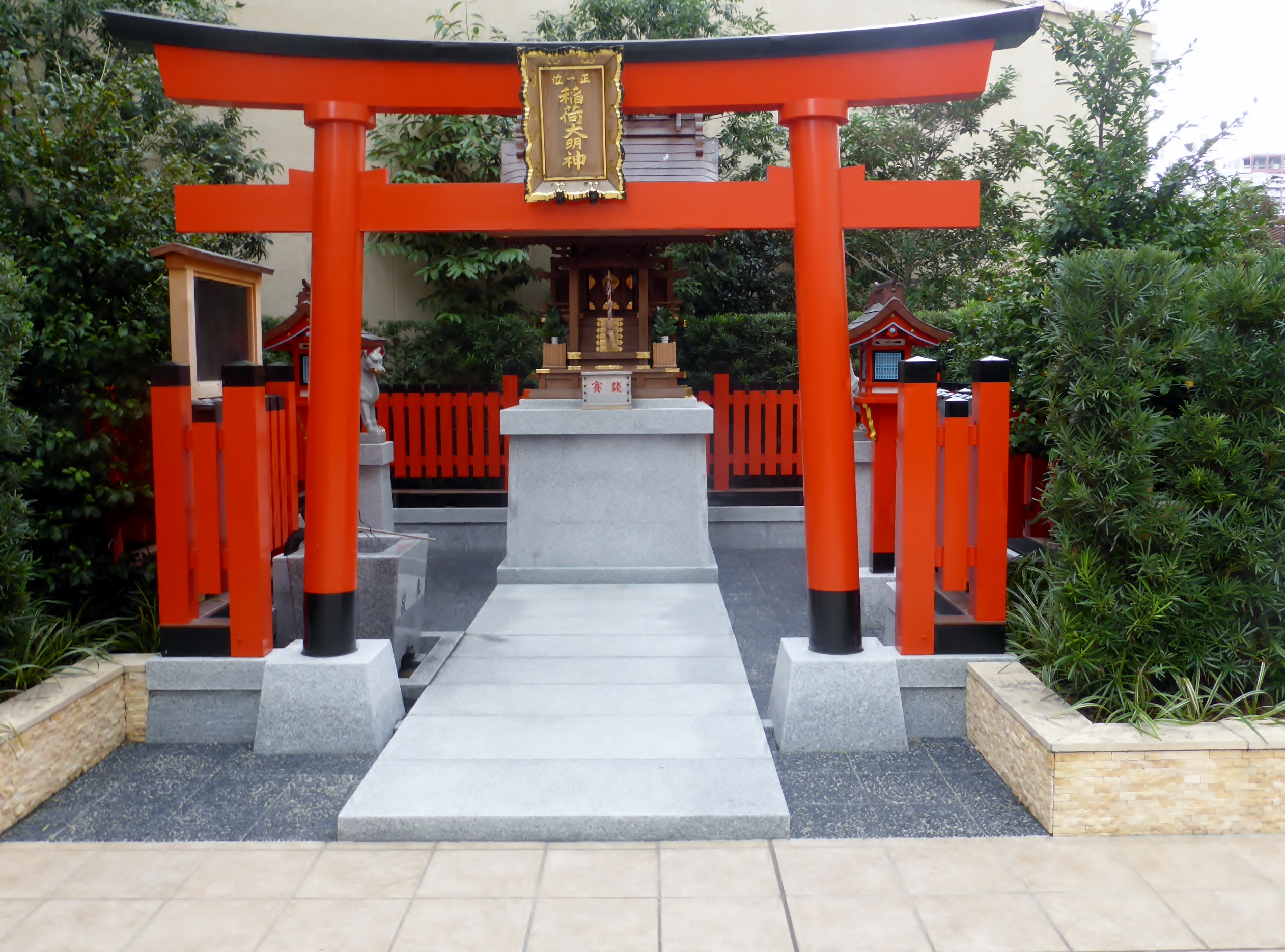
Инари Даймёдзин на крыше универмага Hankyu в главном магазине Umeda.
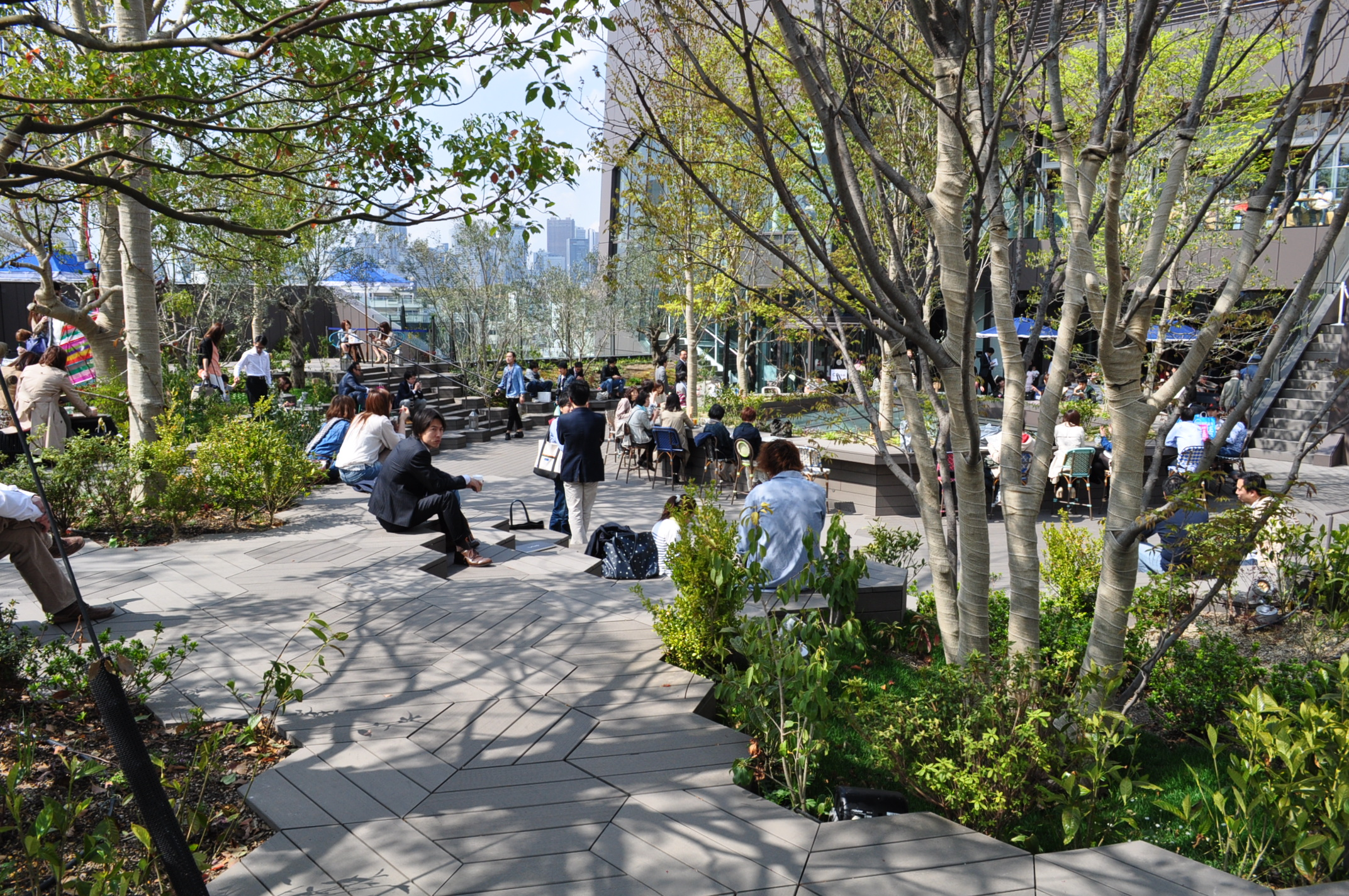
Токио Плаза
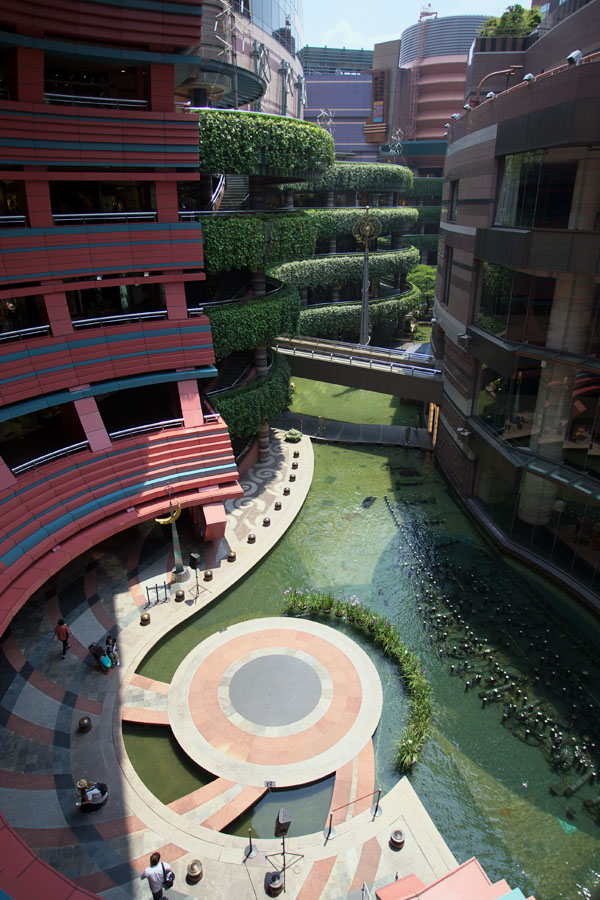
Канал Сити Хаката
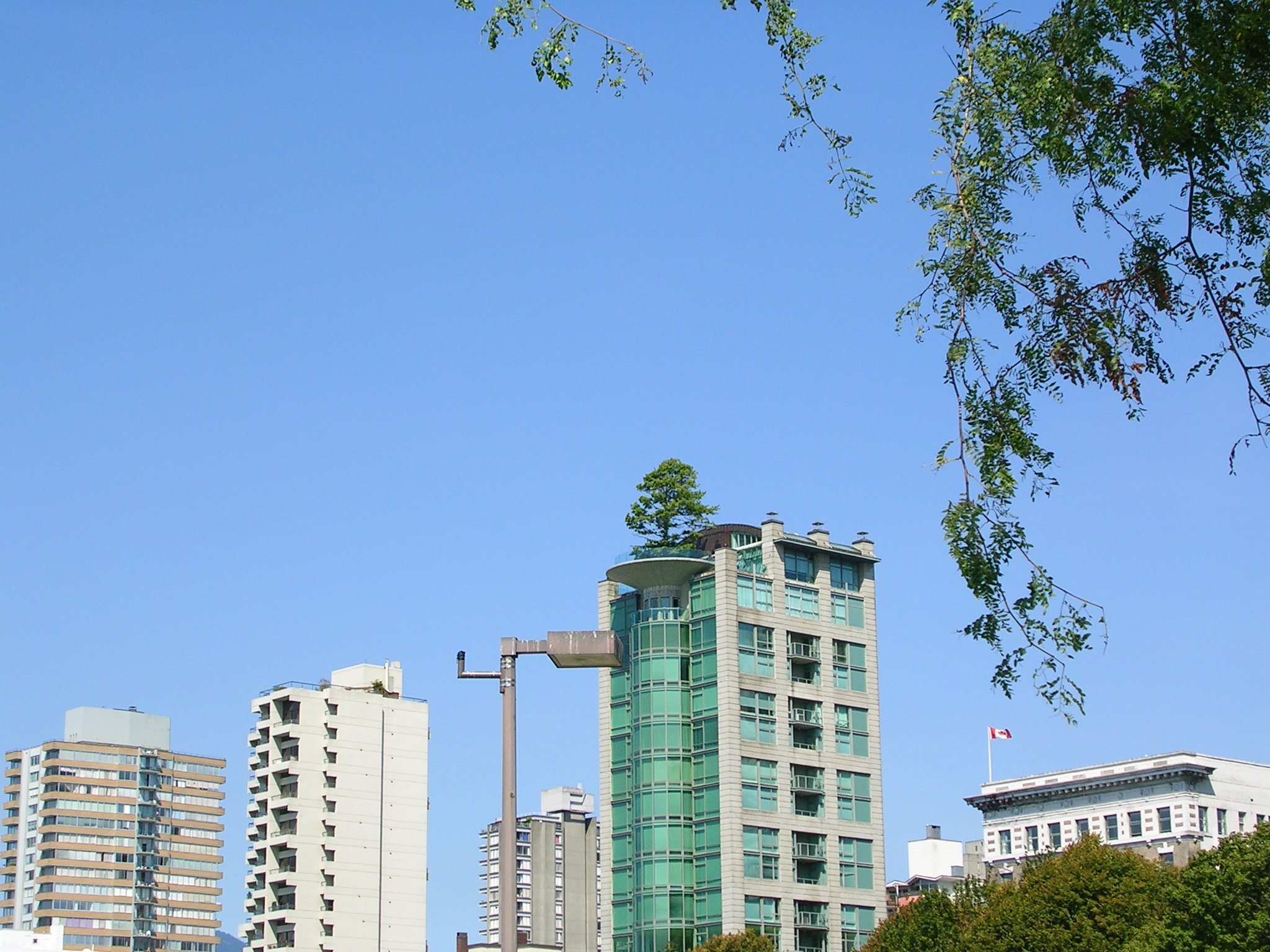
Экстремальный пример сада на крыше в Ванкувере, Британская Колумбия -->
Вертикальный лес — Милан, Италия